# 克里维里赫
克里维里赫（羅馬化：Kryvyi Rih，直译：「彎角」；IPA：[krɪwɪj ˈr⁽ʲ⁾iɦ] ⓘ）是乌克兰第聂伯罗彼得罗夫斯克州克里維里赫區克里维里赫市镇内的城市，为同名区及同名市镇的行政中心。位于州府聶伯城西南137公里處，人口约有581,506人（2023年），為該國第八大城。

## 歷史
這座城市是沙俄時期哥薩克人在18世紀所建立的。克里維里赫在烏克蘭語中的字面意思是「彎角」。

### 早期歷史
直到19世紀初期，克里維里赫仍是一個小村莊。當時這個村莊有三個水磨，構成了最大的產業。第一座石屋建於1828年。村莊在1860年成為鄉鎮。19世紀末期，最高的建築是由繁榮的猶太社區建造的中央猶太教堂。這些猶太人是以工匠、商人的身份來這裡工作。

### 工業成長
後來，俄羅斯帝國的地質學家亞歷山大·波利在這裡發現可能有礦石資源，並啟動了鐵礦石的調查和生產，他因發現克里维里赫铁矿盆地而受到讚譽，這刺激了這個村莊轉型成支持工業發展的礦區。1874年，亞歷山大二世啟動了一條運行里程達505公里的鐵路，這使得交通能夠連接到最近的工廠，並大大加快了該地區的發展。

### 蘇聯時期

#### 納粹佔領
二次大戰期間，克利福洛工業裡大部份廠房和機器工人均在納粹進軍前被蘇聯政府强制疏散到烏拉爾區的下塔吉爾（小量就地焦土以防落入敵方）。全城自1941年8月15日到1944年2月22日期間被納粹軍所佔領，當中大部份時間皆劃為烏克蘭專員轄區的一部份進行管治。最初當地被納粹允許烏克蘭民族主義者組織在當地進行烏克蘭文化活動及宣傳，亦隨著大量烏克蘭維權領袖在1942年1至2月期間遭逮捕和處決而結束。
在1939年，克里維里赫有大概12,745名猶太人住在此居住，佔當地總人口約6%。當中在組織性撤離期間未能成功離開克市的猶太人皆被納粹佔領者有系統地集體屠殺。首次大規模屠殺發生於1941年8月底，約二至三百人在一間磚廠被別動隊所殺。在10月14-15日，一支由黨衛軍、納粹警察和烏克蘭僱傭兵組成的團伙在一個鐵礦場屠殺了7千餘人，所有小孩子皆活生生地被投坑殺害。
希特勒曾多次強調這個地區的重要性：「尼科波爾錳的重要性就是無法溢於言表。尼科波爾陷落（位處聶伯河，扎波羅熱的東南方）將意味著戰爭結束在聶伯河左岸的德軍橋頭堡為納粹指揮部提供了一個有利於與克里米亞恢復陸上聯繫的基地。在1944年一月的前半期，蘇軍曾反覆嘗試消滅敵方在尼、克兩市一帶的集團軍，但整體上尼科波爾-克里沃羅格攻勢需要直到二月底才成功攻入城內。雖然市區大部分遭受毀滅，但一支第37軍團的分遣隊阻止了納粹軍破壞市內的發電站和薩克薩甘河大壩。。」

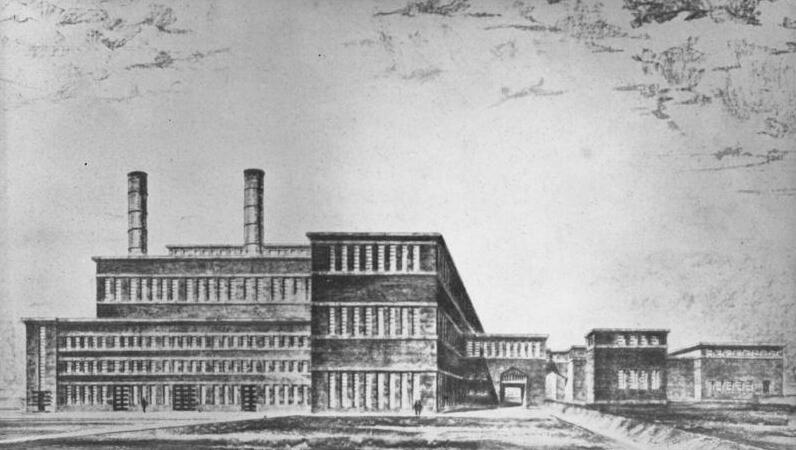
建於1930年的AEG電力站
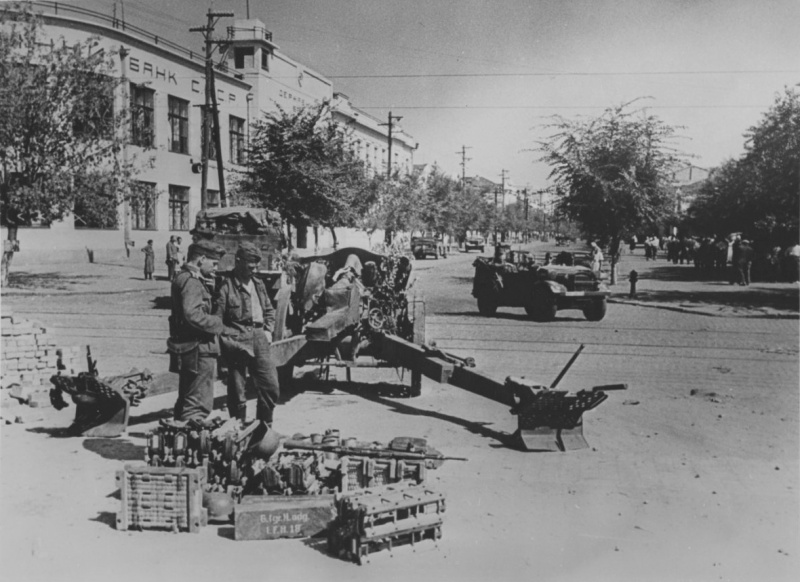
納粹軍士兵在列寧大街（今自由大街）上操作LeFH 18榴彈炮（1942年）
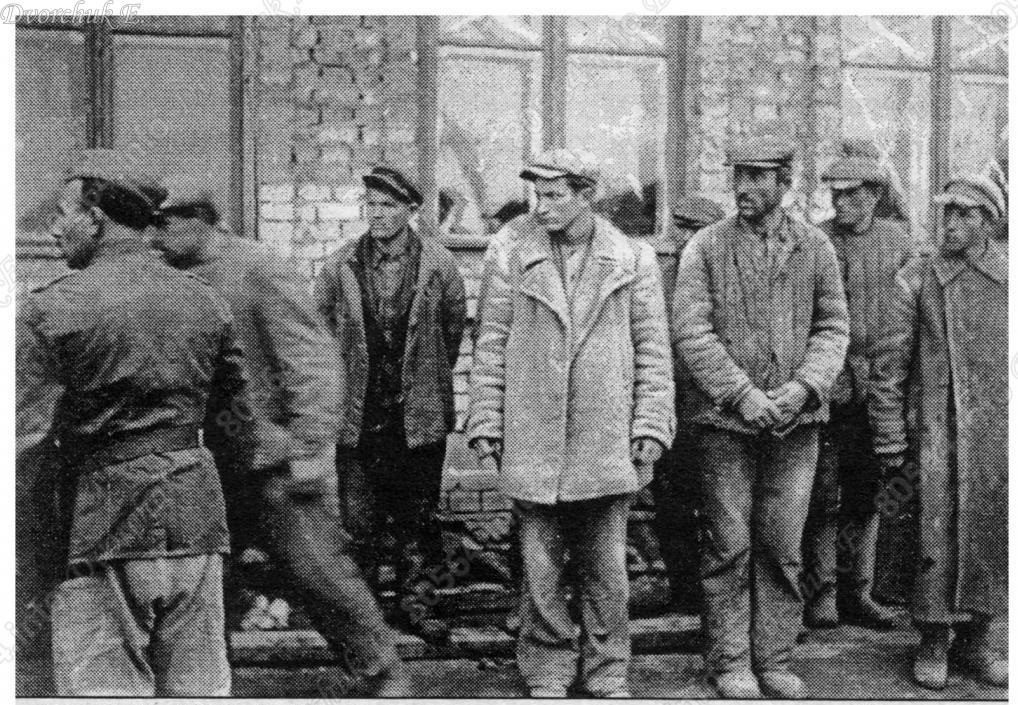
士兵逮捕平民（1942年）
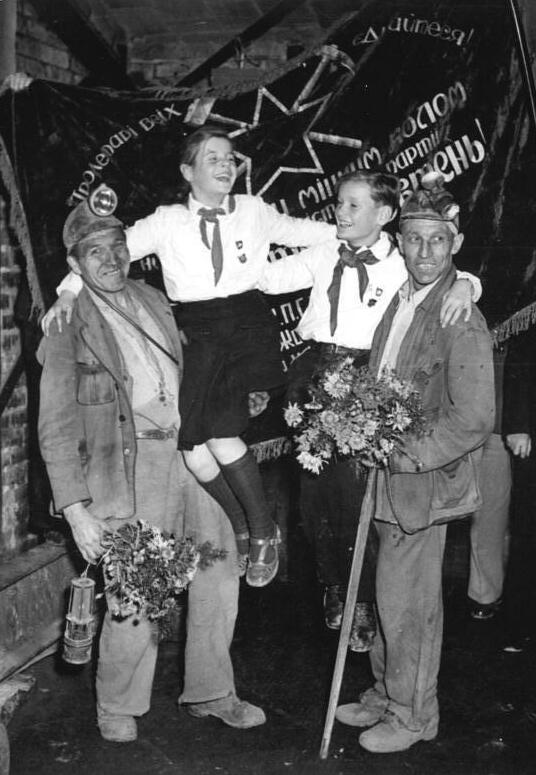
礦工和工程兵在克利福洛之旗前合影留念（1952年）
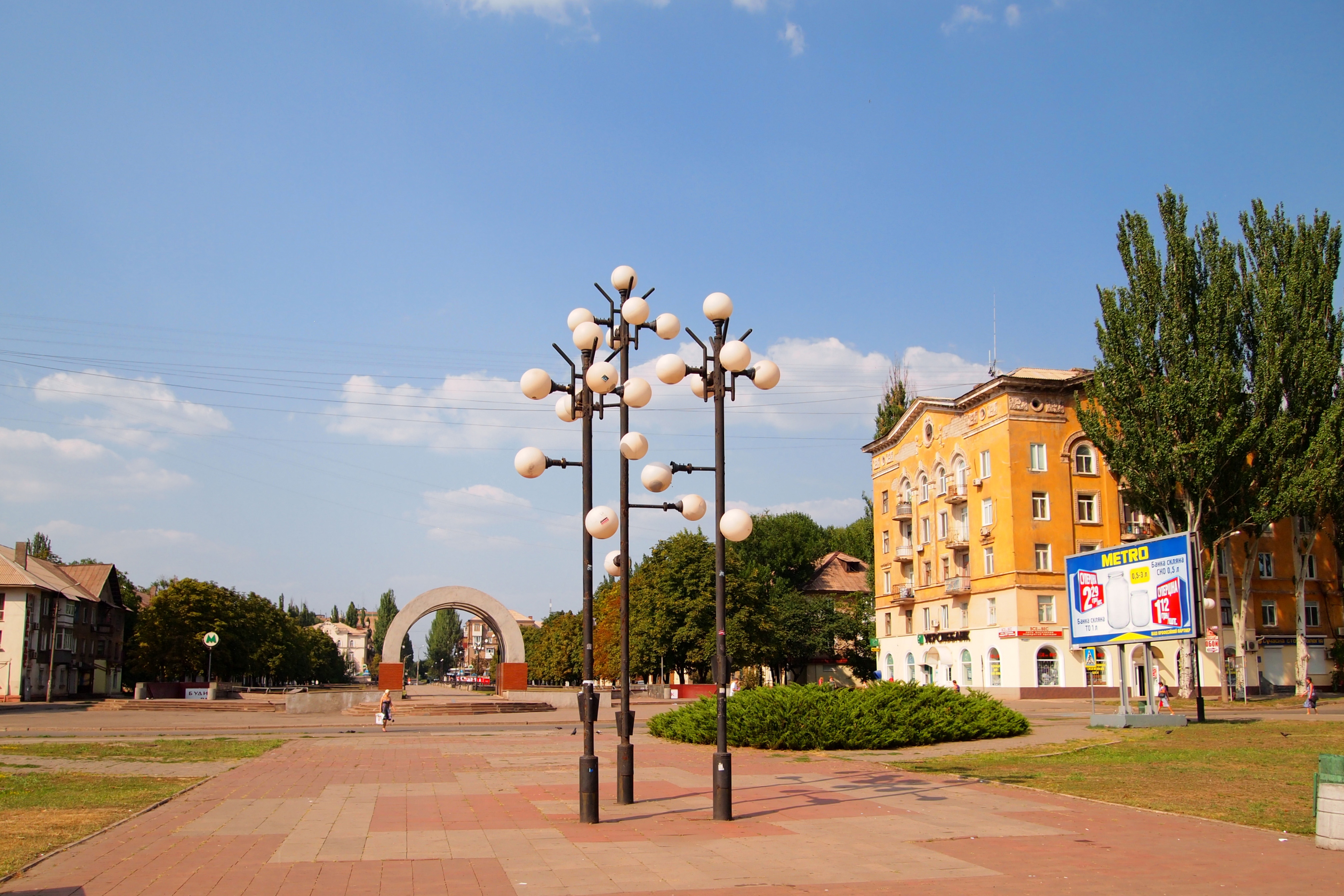
和市中心很多街道一樣，迪米特洛娃街的兩旁座落了數以十計的史達林式建築群
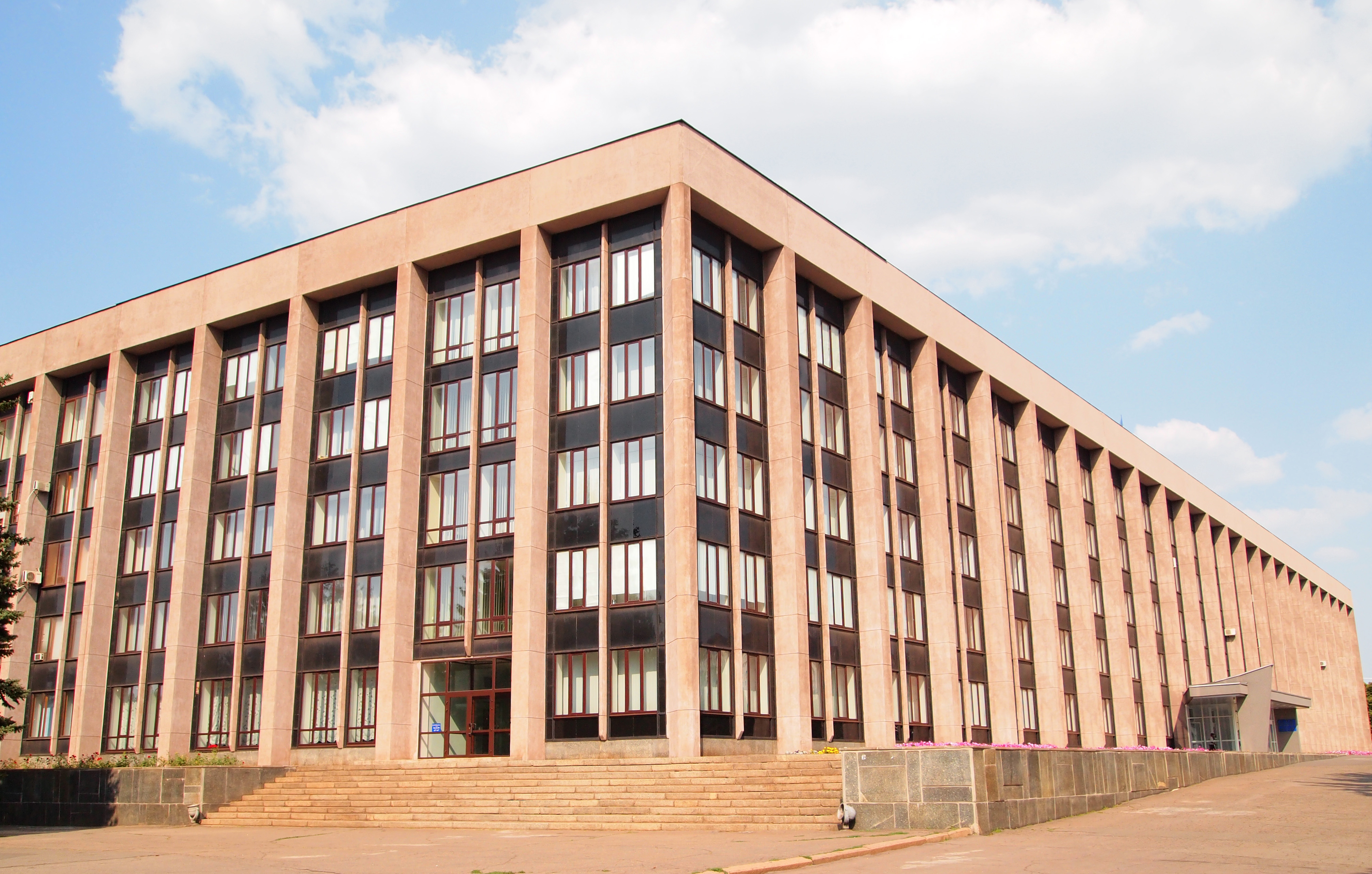
正值克市建立200週年落成的市政廳
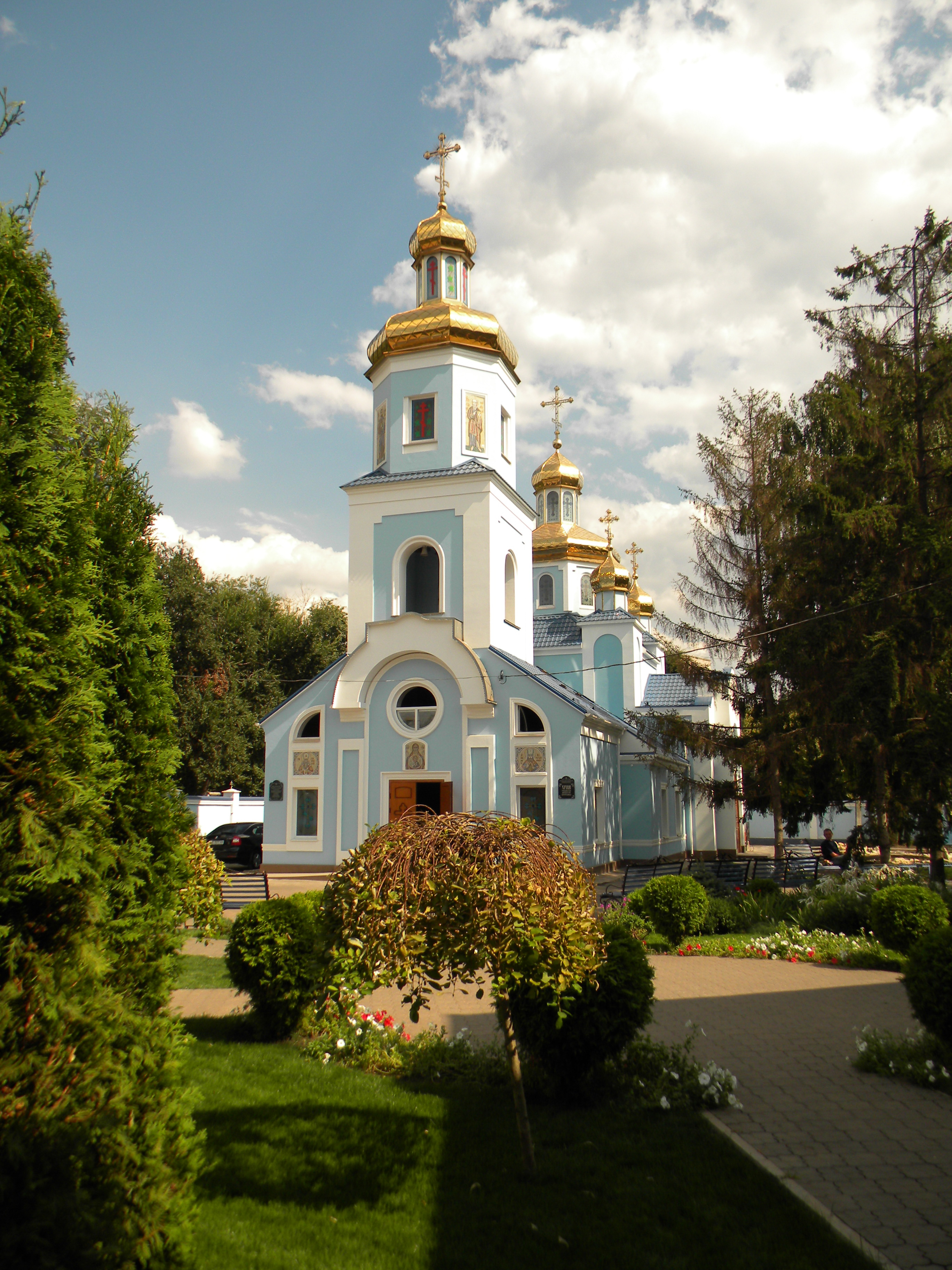
建於1886年的聖母誕生堂，千禧年間曾進行修復

### 烏克蘭獨立後

#### 2022年俄羅斯入侵

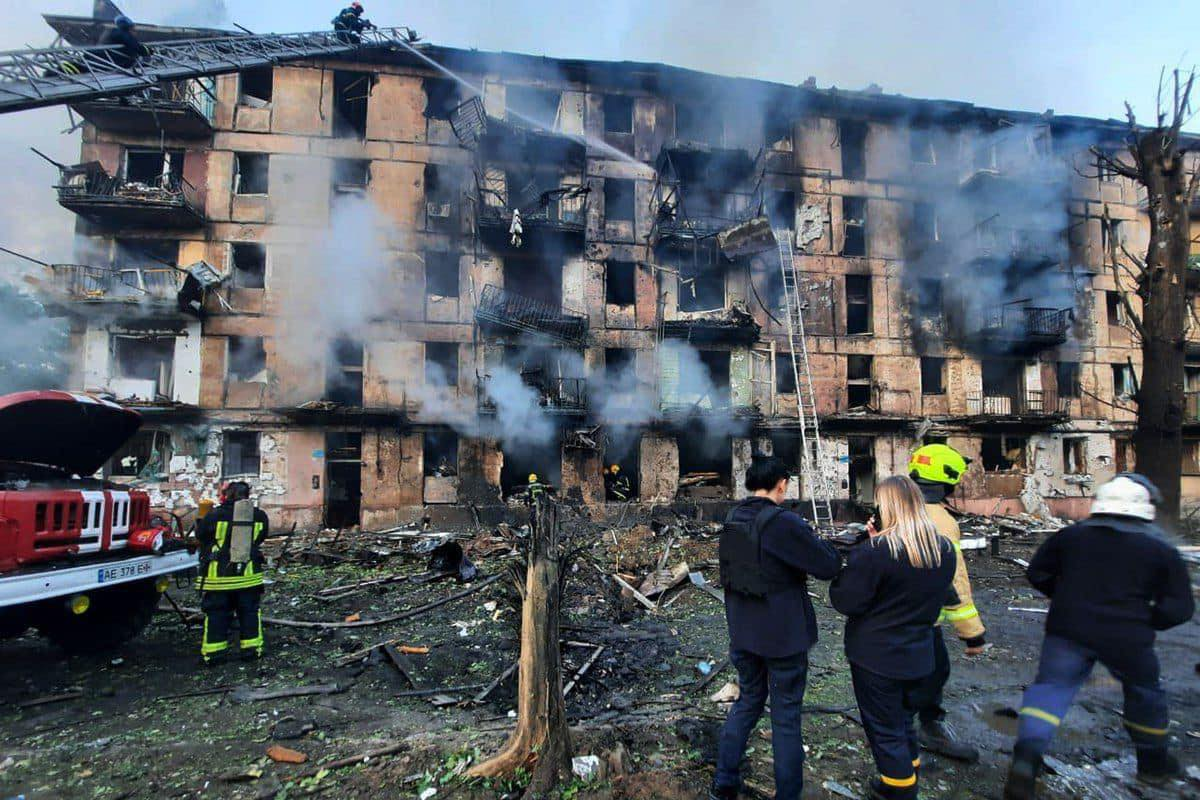
一幢克里維里赫的民房建築在2023年6月13日晚經歷了俄羅斯的火箭襲擊

俄羅斯於2022年2月24日正式入侵烏克蘭，克市的軍事目標旋即在首日遭受空襲，造成馬古倫小區的居民需要撤離。
2月27日，市長亞歷山大·維爾庫爾被任命為克里沃羅格的軍事管理局局長。  據維爾庫爾說法，俄軍在早一段日子（證實為開戰第二天）曾試圖再行空襲。一架載有超過百名傘兵的伊留申-76接近了該市東部一座蘇聯時代已廢棄的空軍基地。該運輸機正準備搶佔機場作俄軍的空中橋樑，但任務在距離著陸300米時被迫中止。當地守軍在克市被導彈擊中後立刻用機械設備封鎖了跑道。同日維爾庫爾稱收到前同事的來電邀請他「簽署與俄羅斯合作並共同防衛的友好協約」，但被他「以髒話回絕」。
為了回應俄羅斯的火箭和導彈襲撃，烏軍從5月下旬開始在克里維里赫南部進行有限度反攻。 英胡列斯和拉杜什內兩個南部地區仍遭受俄羅斯砲擊，造成平民傷亡。克里維里赫在8月25日破曉再遭受集束彈轟炸。

## 教育
- 國立大學：克里維里赫國立大學，該校最初成立於1929年，最初作為一間學院和礦業學院，它於1982獲得大學地位。
- 職業培訓學院：克里維里赫職訓學院（烏克蘭語：Криворізький_державний_педагогічний_університет），該校為克里維里赫國立大學於1930年成立的職業培訓學院。

## 交通
克里維里赫當地的公共交通包括克里維里赫輕軌電車、公共汽車、和小巴線路、無軌電車（自1957年開始營運，該系統目前包括23條路線）、路面電車（世界上最大的路面電車網絡之一，營運總路線105.8公里。截至2014年，由13條線路組成）、以及計程車。
公營的克里維里赫輕軌電車是經濟便捷的公共運輸系統，隨都市發展不斷擴張服務路網。目前有兩條路線，總長度為18.7公里（11.6 英里）和11個車站。儘管被指定為“地鐵電車”並使用路面電車作為機車車輛，但克里維里赫輕軌電車是一個完整的快速交通系統，具有封閉的車站和軌道，路權獨立於市區道路和市內傳統電車。2014年上半年，城市公共交通服務了6600萬人次。

## 出身名人
- 瓦蓮京娜·舍甫琴科，20世紀蘇聯時期烏克蘭政治人物（1935年出生），前烏克蘭蘇維埃社會主義共和國最高蘇維埃主席團主席。
- 弗拉迪米爾·澤倫斯基，現任烏克蘭總統（1978年出生）

## 備註
1. ↑  俄語譯名為克里沃伊罗格、克里沃罗格或克利福洛[4][5][6][7]（羅馬化：Krivoy Rog，[krʲɪˈvoj ˈrok]）